# Burg Rotberg
Die Burg Rotberg ist eine mittelalterliche Ritterburg auf dem Gemeindegebiet von Metzerlen-Mariastein, südwestlich von Basel, im Kanton Solothurn. Sie entstand wahrscheinlich im 2. Drittel des 13. Jahrhunderts. Seit einem Ausbau 1935 dient sie als Jugendherberge.

## Lage
Die Höhenburg thront auf einem Burghügel aus Jurakalk am Nordhang des Blauen im Birsigtal.

## Geschichte
Die Burg wurde im Jahre 1413 erstmals urkundlich als Burg Rotberg erwähnt und war von den Herren und Ritter von Rotberg bewohnt. Doch schon bald zog es die zu Amt und Würden gelangten Rotberger in die nahe Stadt Basel, und die Burg wurde immer unwichtiger. 1555 erwarb die Stadt Solothurn die Burg und übertrug sie 1636 als Lehen dem Kloster Mariastein.
Seit 1645 war die Burg verlassen und unbewohnbar. Sie zerfiel immer mehr und wurde häufig als Steinbruch verwendet.

## Anlage
Durch ein Tor tritt man in den Burghof ein. Dieser Innenhof befindet sich zwischen zwei durch Ringmauer und offenen Wehrgang verbundenen Gebäuden. Rechts erhebt sich das einstige Ritterhaus mit seinem Rundturm dahinter, links steht ein kleiner Fachwerk-Riegelbau als ehemalige Gesindewohnstatt.

## Heutige Nutzung
Als man im Herbst 1933 begann, die Burg wiederaufzubauen, war sie eine baufällige Ruine. Durch grosszügige Spenden waren die finanziellen Mittel vorhanden, um sie in den Jahren 1934 und 1935 anhand von Plänen des Burgenbauers Eugen Probst durch einen freiwilligen Arbeitsdienst arbeitsloser Jugendlicher neu zu erbauen.
Am 27. November 1935 konnte die Burg als Jugendburg und Jugendherberge der Schweizer Jugend übergeben werden.
Der Burgenforscher Werner Meyer kritisiert das entstandene Phantasieprodukt des «Burgenarchitekten» von 1934/35 und hält fest: «Die ohne wissenschaftliche Überwachung vorgenommenen Freilegungsarbeiten und die pseudohistorische Restaurierung haben den archäologischen Befund verwüstet und den originalen Mauerbestand verwischt.»